# Dror Zahavi
Pour les articles homonymes, voir Zahavi.
Dror Zahavi (en hébreu, דרור זהבי), né le 6 février 1959  à Tel Aviv, est un réalisateur israélien de cinéma et de télévision.

## Biographie
Zahavi a étudié la réalisation à l école de cinéma de Babelsberg. Son film de fin d’études Alexander Penn – ich will sein in allem a été proposé en 1988 pour l’Oscar des étudiants.

## Filmographie
- 1988 : Alexander Penn – ich will sein in allem
- 1993 : Der Besucher (DFF)
- 1995 : Verbotene Liebe (Das Erste ; entre autres, réalisation de la 1re série)
- 1996 : Section K3 (Die Männer vom K3 (de)) – Kurz nach Mitternacht (ARD)
- 1997– 2006 : Doppelter Einsatz (de)  (RTL; sept séries)
- 1998 : Die vier Spezialisten – Ein 100.000 Dollar-Job (VOX)
- 1998 : Alerte Cobra (RTL; deux séries)
- 1999 : Delta Team – Auftrag geheim (Der Zeuge) (ProSieben)
- 2000 : Der Kuss meiner Schwester (RTL)
- 2000 : Zwei Mädels auf Mallorca: Die heißeste Nacht des Jahres (RTL)
- 2000 : Familie und andere Glücksfälle (ProSieben)
- 2001 : Die Salsaprinzessin (RTL)
- 2002 : Der Mann von nebenan (Sat.1)
- 2002 : Am Ende des Tunnels (ZDF)
- 2002 : Maman sur un arbre perchée (Mutter auf der Palme) (Sat.1)
- 2004 : Rencontre magique (Eine verflixte Begegnung im Mondschein) (Sat.1)
- 2005 : Airlift - Seul le ciel était libre (Die Luftbrücke – Nur der Himmel war frei) (Sat.1)
- 2007 : Troie, la cité du trésor perdu (Sat.1)
- 2008 : Pour mon père (titre hébreu Sof Shavua B'Tel Aviv, titre allemand Alles für meinen Vater)
- 2009 : Ma vie est un livre (Mein Leben – Marcel Reich-Ranicki (de)) (WDR)
- 2010 : Courage de ses opinions (de) (Zivilcourage) (ARD)
- 2010 : Le Gisement maudit (Der Uranberg)
- 2011 : Kehrtwende (de) (ARD)
- 2011 : Polizeiruf 110 : Blutige Straße (ARD)
- 2012 : Munich 72 : L'Attentat (TV) (München 72 – Das Attentat) (ZDF)

## Prix
- 1999 : Bayerischer Fernsehpreis (de) (prix de la télévision bavaroise) Meilleure production pour Doppelter Einsatz – Die Todfreundin
- 1999 : Prix de la télévision allemande (de) Meilleure production de série télévisée pour Doppelter Einsatz – Die Todfreundin
- 2006 : Goldene Kamera Meilleur film pour Die Luftbrücke (Airlift : seul le ciel était libre)
- 2010 : proposition pour l’Emmy Award dans la catégorie Téléfilms et mini-séries  pour Mein Leben – Marcel Reich-Ranicki (Ma vie est un livre)
- 2011 : Goldene Kamera dans la catégorie Meilleur téléfilm allemand pour  Zivilcourage
- 2011 : prix du Marler Gruppe lors du prix Adolf Grimme pour Zivilcourage